# 膀胱外反症
膀胱外反症（ぼうこうがいはんしょう、英: Bladder exstrophy, Ectopia vesicae）は、膀胱外反尿道上裂合併症のスペクトルに沿って存在する先天性異常であり、特に腹壁の欠損による膀胱の開裂翻転突出を伴う。その症状は様々で、しばしば骨盤、骨盤底、生殖器の異常を含む。膀胱外反症の根本的な発生学的機序は不明であるが、下部中胚葉による排泄腔膜の補強が正常に進行しなかったことが一因であると考えられている。外反（Exstrophy）とは、中空臓器が反転することを意味する。

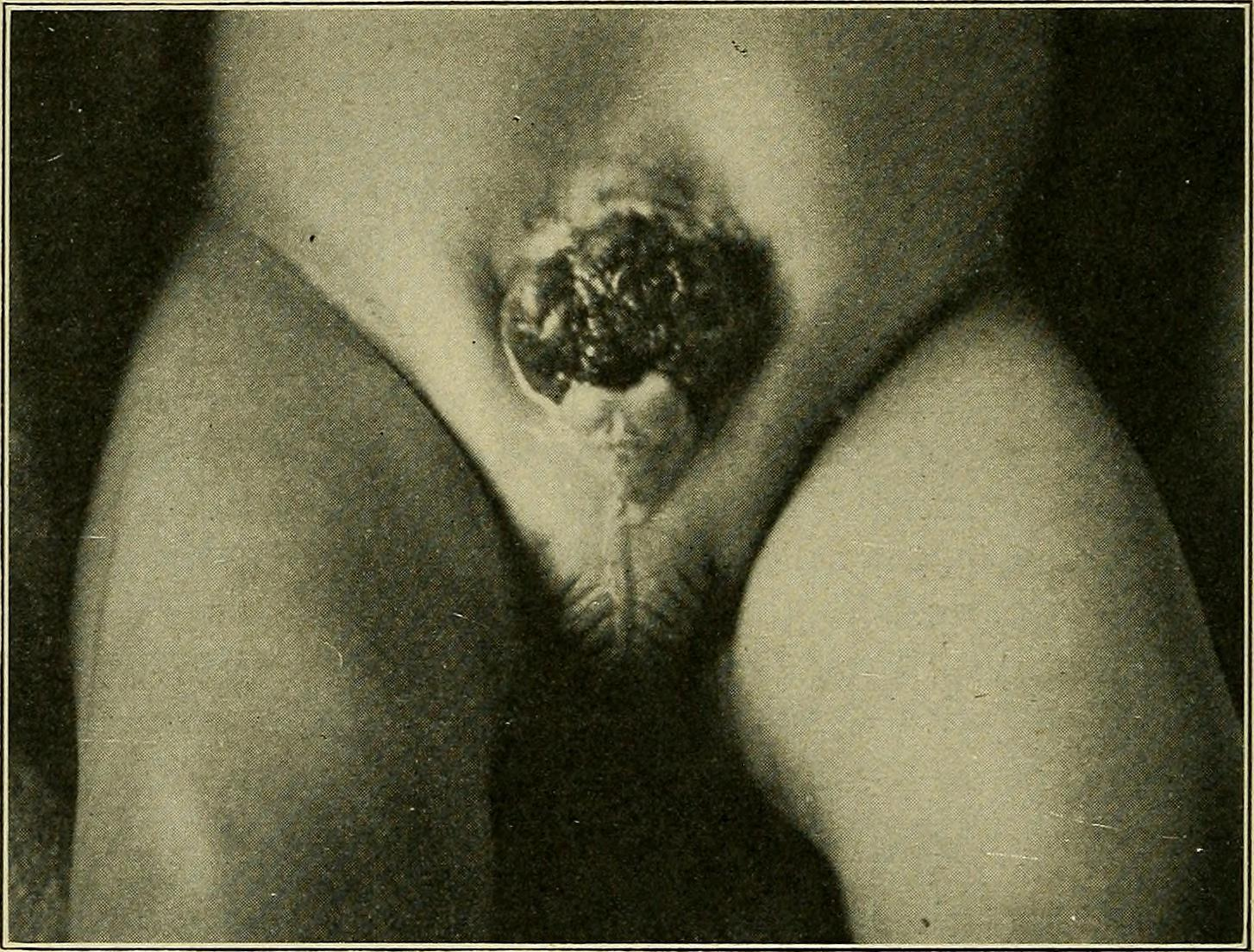
男児の膀胱外反症

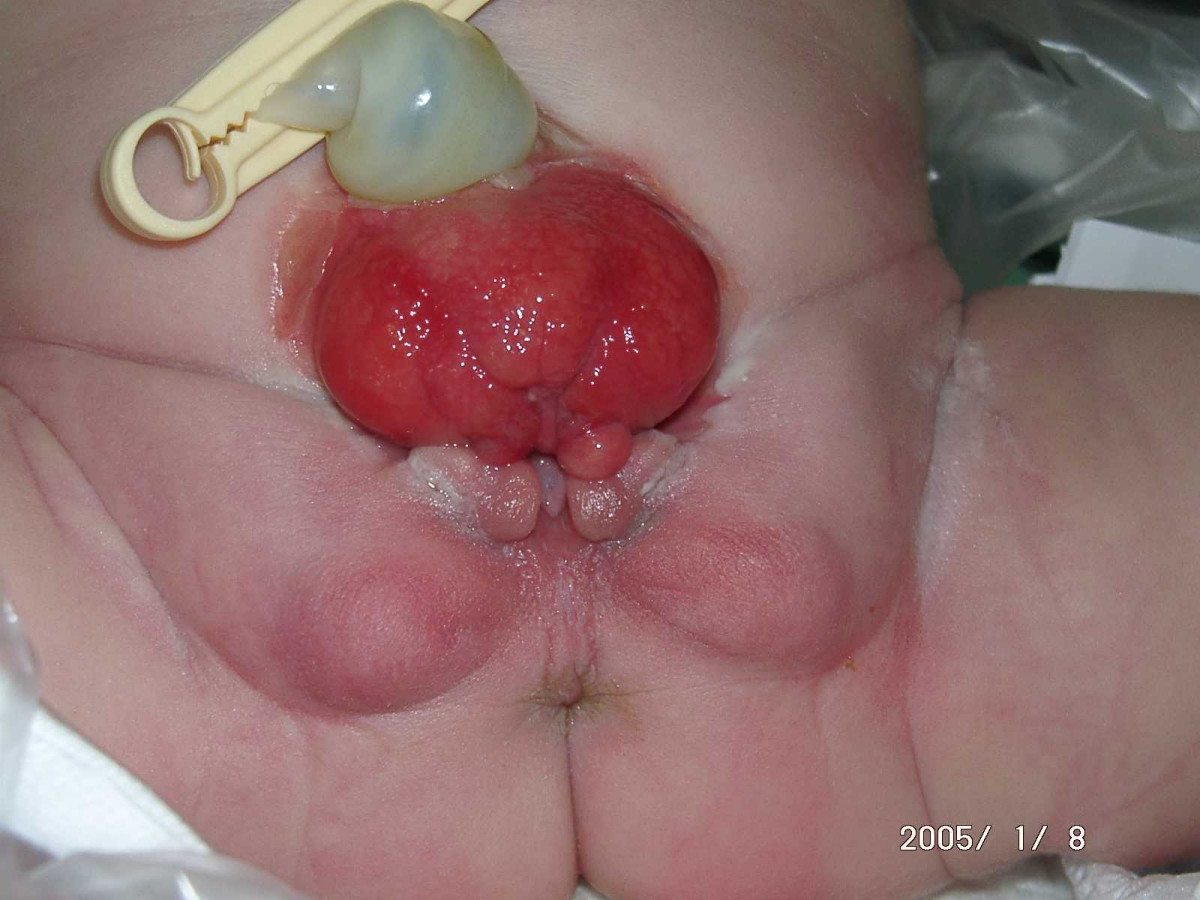
女児の膀胱外反症

## 徴候・症状
膀胱外反症の典型的な症状を以下に示す：
- 腹壁欠損（反転した膀胱と尿道の一部が存在する）
- 平坦な恥骨直腸筋係蹄（puborectalis sling）
- 恥骨結合（英語版）の離開
- 恥骨枝の短縮
- 骨盤の外旋

女児では、膣口が正位置から移動して狭くなり、陰核が二股に分かれ、大陰唇が乖離していることが多い。

## 原因
原因はまだ臨床的に解明されていないが、下部の中胚葉による排泄腔膜の補強がうまくいかなかったことが一因と考えられている。

## 診断
25例の妊娠を対象とした小規模な後ろ向き研究では、5つの因子が膀胱外反症の出生前診断と強く関連していることが判明した：
- 超音波検査での膀胱描出不能
- 下腹部の膨らみ
- 矮小陰茎および陰嚢の前方偏位
- 臍の陥入位置低位
- 腸骨稜の異常拡大

大多数の妊娠で膀胱外反症の診断が遡及的に行われたが、出生前に診断が下されたのは3例のみであった。

## 管理
この疾患は極めて稀であるため、これらの患者に必要とされる複雑な閉鎖術を実践する手術機会は限られている。その為、膀胱閉鎖術が治療症例数が多く経験豊富な多い医療センターで行われることが、患者にとって最良の結果を齎す。世界で最も症例数の多い医療センターは、メリーランド州ボルチモアのジョンズ・ホプキンス病院で、過去50年間に1300例以上の膀胱外反症患者を診察してきた。
分娩時には、露出した膀胱を灌流し、外的環境との接触をできるだけ防ぐために非接着性のフィルムを貼る。適切な外反症サポートチームがある医療センターで出生しなかった場合は、即座に転院する。転院後、または膀胱外反症に対応できる医療センターで出生した乳児の場合、手術を受ける前に生後数時間で画像診断を行うことがある。
一次閉鎖（即時閉鎖）は、膀胱の大きさ、弾力性、収縮力が適切な患者のみに適応される。なぜなら、そのような患者は早期の外科的介入後に適切な容量の膀胱を形成できる可能性が高いからである。しかし、陰茎または陰嚢の重複、あるいは両側性の著しい水腎症が見られる場合には、膀胱容量が充分であっても絶対的禁忌である。

### 手術
現代の治療法は、膀胱と生殖器の外科的再建を目的としている。男児、女児共に、治療の基本は同じである。

#### 男児
段階的膀胱外反修復法では、まず腹壁を閉鎖し、しばしば骨盤の切断を必要とする。この場合、患者には尿道上裂と尿失禁が残る。およそ2〜3歳になると、テストステロン刺激後に尿道上裂の修復が行われる。最終的に、膀胱頸部の修復は通常4～5歳頃に行われるが、これは膀胱の容量が充分であること、そして最も重要なこととして、子供が尿失禁を制御する意思を持っていることが必要である。膀胱再建術の中には、再建膀胱の容量を増やすために、大腸の一部を追加して膀胱を増大させるものもある。費用と死亡率を低減させるため、尿道上裂修復と併せての一期的根治術が実施されるが、この手技は、特に若年患者において、陰茎および体幹組織の著しい喪失を招いている。

#### 女児
二裂した陰核を再建、恥丘の分裂を修正し、膀胱頸部と尿道の構造を再定義する外科的再建術が実施される。により、前方に偏位した膣を修正する。肛門の異常がある場合は、肛門も修復する。生殖能力は維持される。膀胱外反症の女性は、骨盤底筋の筋力低下により骨盤内臓脱（直腸脱や膀胱脱など）を起こすことが多い。

## 膀胱外反症男児を女児として育てた場合
1960年から2000年にかけて、医師たちは総排泄腔外反症（膀胱外反症の最重症な形態）を持つXY男性は女性の方が社会的に幸せであると考え、外科的に女性化を行った。これは、人間は生まれつき性心理的に中立であるという信念のもとに行われた。しかしウィリアム・ライナーによる追跡調査の結果、その多くが女性の性自認を維持するのに苦労し、男性的な趣味を持ち、女性に惹かれ、自然にあるいは遺伝的に男性であることを知って男性に戻ることが判明し、この処置は物議を醸した。
J・マイケル・ベイリーによれば：
ライナー氏は、男子として生まれた総排泄腔外反症例は全て、女子よりも男子として育てられる方が幸せだろうと考えている。何故なら、彼らの脳は生物学的に男性の役割を果たすように準備されているからである。彼は、両親が彼らにそれを伝え、本質的には彼らに性別を選ばせるべきだと考えている。
性的指向に関しては、J.マイケル・ベイリーによる2016年の学術的レビューによると、出生時に女性に再割り当てされた男児が女児として育てられた症例が7例発表されており、そのうち5例は総排泄腔外反症であった。全員が女性に強く惹かれていた。2015年の『ボストン・グローブ』紙の記事によると、ウィリアム・ライナーは、女性として育てられた約70人の遺伝的男性の性的指向を追跡調査した結果、男性に性的魅力を感じたと報告したのは1人だけで、彼は「私は、性的指向は......確かに男性として組み込まれていると、これまで以上に確信しています」と語った。Swift-Gallantらによる2023年の総説では、メディアの報道からさらに2人の症例が挙げられている。
ライナーの結果は、医師らに遺伝的男性の女性への性別再割当を再考させた。2011年の調査では、調査対象となった小児泌尿器科医の79％が、総排泄腔外反症を持つ遺伝的男性に男性を割り当てることに賛成した。

## 予後
長期予後を改善するための最も重要な基準は、最初の閉鎖手術の成功である。もし患者が2回以上の閉鎖術を必要とする場合、自立排泄制御の可能性は閉鎖が増えるごとに急激に低下し、僅か2回の閉鎖術で排泄制御の可能性は僅か17％に低下する。
手術が成功しても、長期的な合併症が発生し得る。一般的なものとして以下のものが知られている：
- 膀胱尿管逆流
- 膀胱痙攣（英語版）
- 膀胱結石
- 尿路感染症

## 疫学
1万人に1人から5万人に1人の割合で発生し、男女比は2.3～6：1で、膀胱外反症は比較的稀である。生殖能力を維持している膀胱外反症患者では、その子供が膀胱外反症になるリスクは一般集団の約500倍である。